# Daniel Polz
Daniel Polz (né le 5 octobre 1957 à Hambourg) est un égyptologue allemand.

## Biographie
Daniel Polz a étudié l'égyptologie, la préhistoire et la linguistique générale à l'université Ruprecht-Karls de Heidelberg de 1978 à 1988. Durant ces années, il participe à des fouilles à Rheinzabern, Rothenburg ob der Tauber, Merimde-Beni Salâme, Thèbes (tombes thébaines TT296, TT41, TT373, TT54, TT36) et Dahchour. En 1988, il soutient sa thèse de doctorat sur la tombe TT54 de Thèbes, intitulée « Das Grab Nr. 54 in Theben - Ein Beitrag zur Archäologie thebanischer Felsgräber ». Polz devient ensuite conférencier au département spécial d'égyptologie, d'archéologie, de préhistoire et de Protohistoire et du Proche-Orient de la bibliothèque universitaire de Heidelberg. En 1989, il rejoint l'Institut archéologique allemand (DAI), section du Caire, en tant que chargé de mission et bénéficie d'une bourse de voyage de l'Institut archéologique allemand en 1989/1990. Il poursuit ensuite ses activités en tant que conférencier au Caire. À partir de 1991, il dirige l'entreprise de Dra Abu el-Naga à Thèbes-Ouest.
En 1993, Polz part aux États-Unis et devient professeur assistant d'archéologie et d'histoire égyptiennes à l'université de Californie à Los Angeles, où il est professeur associé en 1998. Depuis 1999, il est deuxième directeur (« directeur scientifique ») de l'Institut archéologique allemand du Caire. En 2006, il obtient son habilitation à l'université Louis-et-Maximilien de Munich avec une thèse intitulée « Le début du Nouvel Empire. Sur la préhistoire d'un changement d'époque ». Depuis, Polz est privat-docent à Munich, parallèlement à son activité pour le DAI. En 2022, l'islamologue Ralph Bodenstein a été nommé pour lui succéder au Caire.
Polz mène des recherches sur les tombes de fonctionnaires thébains, les tombes privées et royales de la Deuxième Période intermédiaire et du début du Nouvel Empire, ainsi que sur l'histoire sociale et culturelle du Nouvel Empire.

## Publications
- « Das Grab des Hui und des Kel. Theben Nr. 54 » (La tombe de Hui et de Kel. Thèbes n° 54), dans Archäologische Veröffentlichungen, no 74, von Zabern, Mainz, 1997,  (ISBN 3-8053-1856-1).
- avec Anne Seiler, Die Pyramidenanlage des Königs Nub-Cheper-Re Intef in Dra‘ Abu el-Naga. Ein Vorbericht (Le site pyramidal du roi Nub-Cheper-Re Intef à Dra' Abu el-Naga. Un rapport préliminaire), Deutsches Archäologisches Instituts, Abteilung Kairo, Sonderschrift, 24, von Zabern, Mainz, 2003,  (ISBN 3-8053-3259-9).
- Der Beginn des neuen Reiches. Zur Vorgeschichte einer Zeitenwende, Deutsches Archäologisches Instituts, Abteilung Kairo, Sonderschrift, 32, de Gruyter, Berlin u. a. 2007,  (ISBN 978-3-11-019347-3) (Zugleich: München, Universität, Habilitations-Schrift, 2006).
- Für die Ewigkeit geschaffen. Die Särge des Imeni und der Geheset (Créé pour l'éternité. Les cercueils d'Imeni et de Geheset), von Zabern, Mainz, 2007,  (ISBN 978-3-8053-3794-6).